# Red Courage

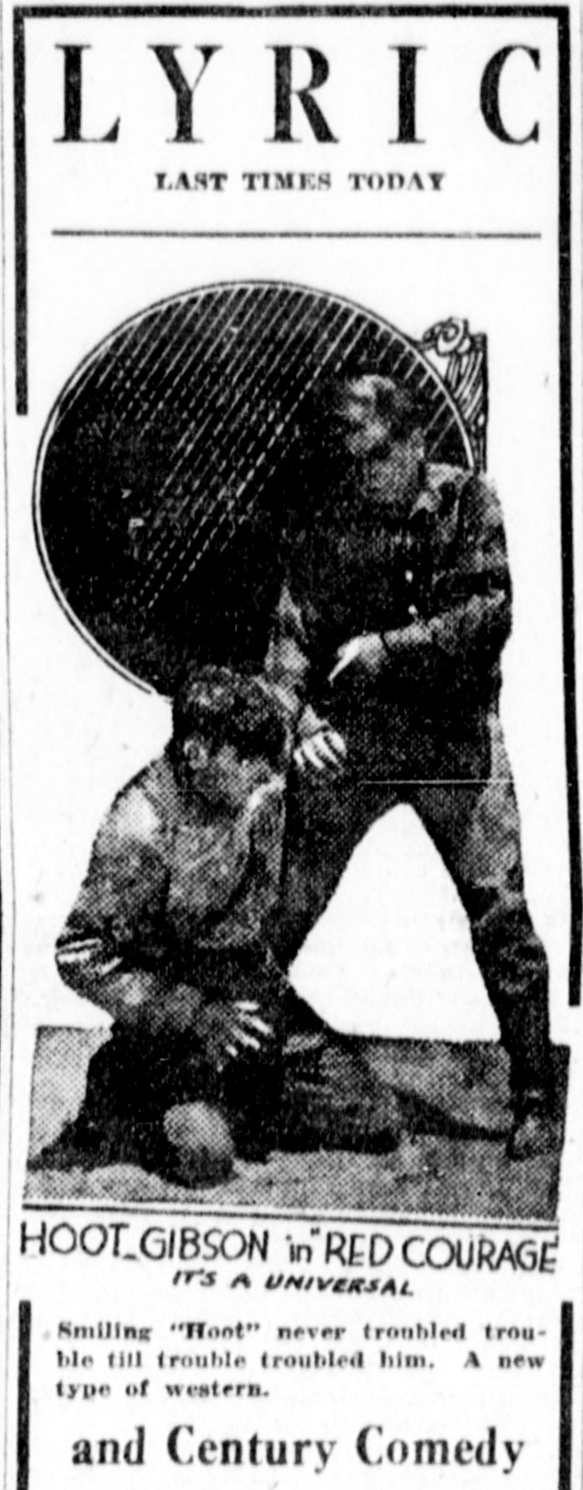
Encart publicitaire pour le film Red Courage dans un journal

Red Courage est un western américain réalisé par B. Reeves Eason, sorti en 1921.
Le film met en vedette Hoot Gibson.

## Fiche technique
- Titre : Red Courage
- Réalisation : B. Reeves Eason
- Scénario : Harvey Gates, Peter B. Kyne
- Photographie :  Virgil Miller
- Société de distribution : Universal Film Manufacturing Company
- Dates de sortie : 10 octobre 1921
- Durée : 50 minutes
- Pays de production : États-Unis
- Couleurs : noir et blanc
- Langue : film muet

## Distribution
- Hoot Gibson : Pinto Peters
- Joel Day : Chuckwalla Bill
- Molly Malone : Jane Reedly
- Joe Girard : Joe Reedly
- William Merrill McCormick : Percy Gibbons
- Charles Newton : Tom Caldwell
- Arthur Hoyt : Nathan Hitch
- Joe Harris : Blackie Holloway
- Dick Cummings : le juge Fay
- Mary Philbin : Eliza Fay
- Jim Corey : Steve Carrol
- Mac V. Wright : Sam Waters